# Lucius Carl Joseph Andreas Bruun de Neergaard
Lucius Carl Joseph Andreas Bruun de Neergaard (17. maj 1797 på Eckhof – 9. juli 1881) var en holstensk godsejer og politiker.
Han var søn af kammerherre Jens Peter Bruun de Neergaard til Eckhof og Oevelgönne (7. december 1764 – 7. januar 1848) og Elisabeth Caroline Henriette f. grevinde von Baudissin (26. juni 1777 – 19. december 1844). Efter 1816 at have taget juridisk doktoreksamen i Göttingen kom han som auskultant ind i Tyske Kancelli og udnævntes 1819 til kammerjunker. 1821 overlod faderen ham godset Oevelgönne, og 3. juni samme år ægtede han Maria Bügel (26. september 1796 – 13. januar 1863), medbesidderinde af Ringsted Klosters fideikommis, datter af etatsråd, grosserer Caspar Peter Bügel. Fra midten af 1830'erne deltog Neergaard med iver i det offentlige liv, dels som forfatter af landøkonomiske afhandlinger i den holstenske fagpresse og af brochuren: Ueber die Verfassung und Verwaltung der Landgemeinden im Herzogtum Holstein (1837), dels som stænderdeputeret, fra 1835 valgt af de holstenske større jordegodsejere. 1845 blev han kammerherre. 1848 var han ordfører for den deputation, som 23. marts på Christiansborg overrakte kongen slesvig-holstenernes fordringer om en fællesforfatning for Slesvig og Holsten og om Slesvigs optagelse i Det tyske Forbund, og samme år var han medlem af det tyske parlament i Frankfurt. Efter sin broder, kammerjunker, dr. phil. Ernst Friedrich Ludwig Carl Bruun de Neergaard (død 28. oktober 1865) arvede han godset Eckhof og døde 9. juli 1881.